# Gaspard Rinaldi
Pour les articles homonymes, voir Rinaldi.
Gaspard Rinaldi, né le 26 mai 1909 à Cannes et mort le 24 novembre 1978 à Marseille, est un coureur cycliste français.

## Équipes
- De 1929 à 1931 : Indépendant
- 1932 : O. Egg
- 1933 : Génial-Lucifer
- 1934 : O. Egg
- 1935 : ?
- 1936 & 1937 : Helyett

## Palmarès
- 1928
  - 2e de Marseille-Toulon-Marseille
- 1929
  - 2e de Marseille-Nice
  - 2e du Grand Prix de L'Avenir Cycliste de Nice
  - 3e du Tour du Sud-Est
- 1930
  - Marseille-Nice
  - Nice-Annot-Nice
  - Grand Prix de Cannes
- 1931
  - GP de la Victoire à Nice
- 1932
  - 2e du Grand Prix de Nice
  - 3e Nice-Annot-Nice
- 1933
  - 4e étape du Tour de Suisse
  - 3e du Tour de Suisse
- 1934
  - 2e de Marseille-Nice
- 1935
  - Tour de Suisse
- 1936
  - Circuit des cols pyrénéens
  - 2e du Circuit du Ventoux
  - 3e du Circuit des Alpes

## Résultats sur le Tour de France
- 1933 : 15e
- 1934 : abandon (1re étape)

## Sources
- Encyclopédie mondiale du cyclisme - Eekloonaar